# イギリスの司法
イギリスの司法（イギリスのしほう）は単一の司法府によるものではなく、イングランド、ウェールズ、北アイルランド、スコットランドそれぞれに議会があるのと同様に、それぞれに司法制度があるが、共通の部分もある。法律の体系もイングランド法体系、ウェールズ法体系、北アイルランド法体系、スコットランド法体系が存在するが併せて英国法と呼ばれている。イギリス全地域を管轄する裁判所もある。

## 全地域管轄の裁判所
連合王国最高裁判所、特別移民上訴委員会（SIAC）、雇用審判所（ET）、雇用上訴審判所（EAT）およびイギリスの各種審判所は、イギリス全土において司法権を有する。

### 最高裁判所
沿革
連合王国最高裁判所（略称: UKSC）は、2005年憲法改革法に基づき2009年10月に、ロンドンのシティ・オブ・ウェストミンスターのホースガード通りに在するミドルセックス・ギルドホール内に設立された。それまでのイギリスの最上級の裁判所は、ウェストミンスター宮殿にある貴族院の議員のなかでも法貴族（Law Lords）として知られる常任上訴貴族（Lords of Appeal in Ordinary）が実施していた貴族司法機能であり、これに他の貴族の裁判官が加わって連合王国最高裁判所となった。法貴族は終身官であったが、最高裁判所判事の定年は75才となった。
同じ建物に入っている枢密院司法委員会が担当していた権限移譲に関する裁判権も最高裁判所に引き継がれた。
連合王国最高裁判所の判事は最高裁判所裁判官（Justices of the Supreme Court）と呼ばれ、枢密院議員を兼務する。また、高等法院の判事と同じく、ロード（Lord） あるいはレディー（Lady）の儀礼称号を与えられる。連合王国最高裁の判事は法廷内で法服やかつらを使用しないが、儀礼的な行事に際しては、かつらは被らないものの、金色のレース付きの黒色のダマスク織の法服を着用する。
管轄
連合王国最高裁判所は、イングランドとウェールズ、北アイルランドでは終審となるが、スコットランドについては民事事件のみを取り扱うこととなっており 、スコットランドの刑事事件の終審はスコットランド高等裁判所である。
一方、英国裁判所の管轄外で英国最高裁の判事が、中国からの独立運動が生じた香港の最高裁のメンバーとして裁判を行ったことがある。
構成
最高裁判所は連合王国最高裁判所長官、副長官および判事10名の12名で構成される。判事に欠員が生じた場合には、貴族院議長が独立の判事選出委員会を招集する。委員は、最高裁判所長官、最高裁判事以外の判事1名、各地域の判事選出委の委員、法律家でない者少なくとも1名が選任されることとなっており、委員らは最高裁判事の候補者を選出する。貴族院議長が候補者を承認すれば総理大臣が任命を行う。

### 審判所
イギリスの審判所は主席審判所所長（Senior President of Tribunals）が率いる。

### 選挙裁判所
選挙裁判所は、1983年国民代表法に基づいて設置される裁判所である。議員選挙に関する請願を扱うが、地方総選挙とイギリス総選挙のどちらの選挙に関するものかにより裁判手続が異なる。ただし、いずれも訴えが提起されたときに各地域に裁判所が設けられ、裁判が終われば裁判所も解散する。イギリス総選挙に関しては2000年以降、4件の裁判が行われた。

## イングランドとウェールズの司法

### 裁判所
貴族院（House of Lords）、控訴院（Court of Appeal）、高等法院（High Court of Justice）、刑事法院（Crown Court）、県裁判所（County Court）、治安判事裁判所（Magistrates' Court）の6種類の裁判所がある。他、検屍官裁判所、軍事裁判所、公正取引裁判所、教会裁判所等、特別裁判所がある。

### 刑事司法
警察
公訴提起は、原則として警察が私人訴追の形式で刑事法院で行っている。
検察庁（Crown Prosecution Service）
1985年に犯罪訴追法（Prosecution of Offenses Act 1985）に基づいて検察庁が設置され、警察等が訴追した事件を引き継いで治安判事裁判所において公判を遂行する権限を有することとされた。ロンドンの検察庁本部のほか、地方検察庁が42 箇所設けられている。
重大犯罪捜査庁（Serious Fraud Office）
複雑な経済犯罪に対処するため、1987 年刑事司法法（Criminal Justice Act 1987）により創設された重大経済犯罪捜査庁がある。

### 弁護士会・弁護士
弁護士は、バリスタ（法廷弁護士）とソリスタ（事務弁護士）に分かれている。法廷弁護士全体を統括するバー・カウンシルは法定弁護士の資格要件、弁護士養成制度等を定めている。法定弁護士は4つのインズ・オブ・コートのいずれかに所属する。